# نمط المفرد

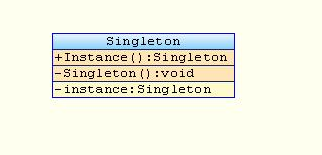
singleton pattern

في هندسة البرمجيات، يعد النمط المفرد أو الاحادي (بالإنجليزية: singleton pattern)‏ نمط تصميم برامجيات يقيد إنشاء مثيل برمجي لصنف واحد بمثيل «احادي». مفيد عندما تكون هناك حاجة إلى كائن واحد بالضبط لتنسيق الإجراءات عبر النظام. المصطلح يأتي من المفهوم الرياضي للأحادي.
يعتبر النقاد أن المفرد هو نمط مضاد لأنه يستخدم بشكل متكرر في السيناريوهات حيث لا يكون مفيدًا، ويقدم قيودًا غير ضرورية في المواقف التي لا يكون فيها مثيل برمجي وحيد للصنف مطلوبًا بالفعل، ويدخل الحالة البرمجية العامة في التطبيق.

## نظرة عامة
يُعد نمط التصميم المفرد أحد أنماط التصميم الثلاثة والعشرون المعروفة باسم "عصابة الأربعة" التي تصف كيفية حل مشكلات التصميم المتكررة لتصميم برامج كائنية التوجه قابلة لإعادة الاستخدام ومرنة، أي الكائنات التي يسهل فيها التنفيذ البرمجي والتغيير والاختبار وإعادة الاستخدام.
يحل نمط التصميم الفردي مشاكل مثل:
- كيف يمكن التأكد من أن الصنف لديه مثيل برمجي واحد فقط؟
- كيف يمكن الوصول إلى المثيل الوحيد الصنف بسهولة؟
- كيف يمكن الصنف التحكم في تمثيها البرمجي؟
- كيف يمكن تقييد عدد أمثال الصنف؟

يصف نمط التصميم الفردي كيفية حل هذه المشاكل:
- إخفاء مُنشئ الصنف.
- قم بتعريف عملية ثابتة عامة برمجياً (بالإنجليزية: public static)‏ (()getInstance) تقوم بإرجاع برمجي (بالإنجليزية: returns)‏ المثيل الاحادي للصنف.

الفكرة الرئيسية في هذا النمط هي جعل الصنف نفسه مسؤول عن التحكم في استنساخه (التي يتم استنساخه مرة واحدة فقط). يضمن المُنشئ المخفي (المُعلن بوصول خاص (بالإنجليزية: declared private)‏) أنه لا يمكن إنشاء مثيل الصنف على الإطلاق من خارج الصنف. يمكن الوصول إلى العملية الثابتة العامة البرمجية بسهولة باستخدام اسم الصنف واسم العملية (()Singleton.getInstance).

## الاستخدامات الشائعة
- يمكن للمصنع المجرد، طريقة المصنع، والباني، وأنماط النموذج الأولي استخدام الانماط الاحادية في تنفيذها.
- غالبًا ما تكون كائنات الواجهة احادية لأن كائن واجهة واحد فقط مطلوب.
- غالبًا ما تكون كائنات الحالة احادية.
- غالبًا ما تُفضل الأنماط المفردة على المتغيرات العامة للأسباب التالية:
  - فهي لا تلوث مساحة الاسم العامة (بالإنجليزية: global namespace)‏ (أومساحة الاسم التي تحتوي عليها، في اللغات ذات مساحات الأسماء المتداخلة) بمتغيرات غير ضرورية. [4]
  - أنها تسمح بالتخصيص البطيء للذاكرة والتهيئة، في حين أن المتغيرات العامة في العديد من اللغات سوف تستهلك دائما الموارد المتاحة.

## التنفيذ
تنفيذ النمط المفرد يجب أن يتبع التالي:
- التأكد من وجود مثيل برمجي واحد فقط من صنف النمط الفردي؛ و
- توفير الوصول العام إلى هذا المثيل البرمجي.

عادة، يتم ذلك عن طريق:
- الإعلان البرمجي عن بنائات الصنف لتكون بحالة الوصول الخاص. و
- توفير طريقة ثابتة برمجياً تقوم بإرجاع عنوان برمجي كمرجع (بالإنجليزية:  reference)‏ إلى المثيل.

يتم تخزين المثيل عادة كمتغير ثابت خاص برمجياً؛ يتم إنشاء المثيل عند تهيئة المتغير، في مرحلة ما قبل استدعاء الدالة الثابتة برمجياً لأول مرة. فيما يلي نموذج تنفيذ مكتوب بلغة جافا.

### تنفيذ جافا[6]
```
public
 
class
 
Coin
 
{

  
private
 
static
 
final
 
int
 
ADD_MORE_COIN
 
=
 
10
;

  
private
 
int
 
coin
;

  
private
 
static
 
Coin
 
instance
 
=
 
new
 
Coin
();
 
// تحميل باسرع وقت ممكن لمثيل احادي

  
private
 
Coin
(){

    
// private 

    
// وضع وصول خاص لمنع اي شخص من انشاء مثيل برمجي

  
}

  
public
 
static
 
Coin
 
getInstance
(){

    
return
 
instance
;

  
}

  
public
 
int
 
getCoin
(){

    
return
 
coin
;

  
}

  
public
 
void
 
addMoreCoin
(){

    
coin
 
+=
 
ADD_MORE_COIN
;

  
}

  
public
 
void
 
deductCoin
(){

    
coin
--
;

  
}

}

```

```
public
 
final
 
class
 
Singleton
 
{

  
private
 
static
 
final
 
Singleton
 
INSTANCE
 
=
 
new
 
Singleton
();

  
private
 
Singleton
()
 
{}

  
public
 
static
 
Singleton
 
getInstance
()
 
{
 

    
return
 
INSTANCE
;

  
}

}

```

#### التهيئة البطيئة
قد ينفذ نمط الاحادي التهيئة البطيئة (بالإنجليزية: Lazy initialization)، حيث يتم إنشاء المثيل عندما يتم استدعاء الطريقة الثابتة برمجياً لأول مرة. إذا كان من الممكن استدعاء الطريقة الثابتة من خيوط متعددة (بالإنجليزية:  Multiple threads)‏ بشكل متزامن، فقد يلزم اتخاذ تدابير لمنع ظروف السباق التي قد تؤدي إلى إنشاء مثيلات برمجية متعددة من الصنف. ما يلي هو تنفيذ نموذج سلامة الخيوط (بالإنجليزية: thread-safe)‏، باستخدام التهيئة البطيئة مع القفل المزدوج (بالإنجليزية: double-checked locking)‏، المكتوب بلغة جافا.
```
public
 
final
 
class
 
Singleton
 
{

 

  
private
 
static
 
volatile
 
Singleton
 
instance
 
=
 
null
;

  
private
 
Singleton
()
 
{}

  
public
 
static
 
Singleton
 
getInstance
()
 
{

    
if
 
(
instance
 
==
 
null
)
 
{

      
synchronized
(
Singleton
.
class
)
 
{

        
if
 
(
instance
 
==
 
null
)
 
{

          
instance
 
=
 
new
 
Singleton
();

        
}

      
}

    
}

    
return
 
instance
;

  
}

}

```

### تنفيذسي شارب
```
public
 
sealed
 
class
 
Singleton
 
{

  
private
 
static
 
readonly
 
Singleton
 
INSTANCE
 
=
 
new
 
Singleton
();

  
private
 
Singleton
()
 
{}

  
public
 
static
 
Singleton
 
Instance
 
{
 

    
get
 
{

      
return
 
INSTANCE
;

    
}

  
}

}

```

 في سي شارب، يمكنك أيضًا استخدام أصناف ثابتة لإنشاء أنماط احادية، حيث يكون الصنف نفسه هو نمط احادي. 
```
public
 
static
 
class
 
Singleton
 
{

  
private
 
static
 
readonly
 
MyOtherClass
 
INSTANCE
 
=
 
new
 
MyOtherClass
();

  
public
 
static
 
MyOtherClass
 
Instance
 
{

    
get
 
{

      
return
 
INSTANCE
;

    
}

  
}

}

```

### تنفيذ لغة دارت
```
class
 
Singleton
 
{

   

  
static
 
Singleton
 
_instance
;

  

  
static
 
Singleton
 
get
 
instance
 
=>
 
_instance
 
??
 
Singleton
.
_
();

  

  
Singleton
.
_
()
 
=>
 
_instance
 
=
 
this
;

}

```

### تنفيذلغة بي اتش بي
```
class
 
Singleton
 
{

  
private
 
static
 
$instance
 
=
 
null
;

  
private
 
function
 
__construct
(){}

  
public
 
static
 
function
 
getInstance
()
:
 
self

  
{

    
if
 
(
null
 
===
 
self
::
$instance
)
 
{

      
self
::
$instance
 
=
 
new
 
self
();

    
}

    
return
 
self
::
$instance
;

  
}

}

```

### تنفيذ كوتلن[6]
الكلمة المفتاحية لكائن كوتلن object يعلن برمجياً عن صنف من النمط الاحادي.
```
object
 
Coin
{

  
// wrong example.

  
private
 
var
 
coin
:
 
Int
 
=
 
0

  
fun
 
getCoin
():
Int
{

    
return
 
coin

  
}

  
fun
 
addCoin
(){

    
coin
 
+=
 
10

  
}

  
fun
 
deductCoin
(){

    
coin
--

  
}

}

```

### تنفيذ دلفي وفريباسكال
GetInstance الدالة عبارة عن تنفيذ خيوط حاسوبي آمن للنمط البرمجي الاحادي.
```
unit
 
SingletonPattern
;

interface

type

 
TTest
 
=
 
class
 
sealed

 
strict
 
private

  
FCreationTime
:
 
TDateTime
;

 
public

  
constructor
 
Create
;

  
property
 
CreationTime
:
 
TDateTime
 
read
 
FCreationTime
;

 
end
;

function
 
GetInstance
:
 
TTest
;

implementation

uses

 
SysUtils

 
,
 
SyncObjs

 
;

var

 
FCriticalSection
:
 
TCriticalSection
;

 
FInstance
:
 
TTest
;

function
 
GetInstance
:
 
TTest
;

begin

 
FCriticalSection
.
Acquire
;

 
try

  
if
 
not
 
Assigned
(
FInstance
)
 
then

   
FInstance
 
:=
 
TTest
.
Create
;

  
Result
 
:=
 
FInstance
;

 
finally

  
FCriticalSection
.
Release
;

 
end
;

end
;

constructor
 
TTest
.
Create
;

begin

 
inherited
 
Create
;

 
FCreationTime
 
:=
 
Now
;

end
;

initialization

 
FCriticalSection
 
:=
 
TCriticalSection
.
Create
;

finalization

 
FreeAndNil
(
FCriticalSection
)
;

end
.

```

 طريقة الاستخدام هي كالتالي: 
```
procedure
 
TForm3
.
btnCreateInstanceClick
(
Sender
:
 
TObject
)
;

var

 
i
:
 
integer
;

begin

 
for
 
i
 
:=
 
0
 
to
 
5
 
do

  
ShowMessage
(
DateTimeToStr
(
GetInstance
.
CreationTime
))
;

end
;

```

## ملحق: مسرد المصطلحات الإنجليزية
| مَسرد المفردات وفق أقسام المقالة  |                                    |
| المقدمة                          |                                    |
| نمط تصميم برامجيات               | software design pattern            |
| إنشاء مثيل برمجي                 | instantiation                      |
| لصنف                             | class                              |
| «احادي»                          | single                             |
| احادي                            | singleton                          |
| نمط مضاد                         | anti-pattern                       |
| الحالة البرمجية العامة           | Global variables                   |
| عصابة الأربعة (الأنماط البرمجية) | "Gang of Four" design patterns     |
| تنفيذ برمجي                      | implement                          |
| منشىْ الصنف                       | the constructor of the class       |
| تعريف برمجي                      | Define                             |
| خاصية الثبات بالنسبة للصنف       | static                             |
| خاصية حالة الوصول عامة           | public                             |
| مثيل احادي للصنف                 | sole instance of the class         |
| خاصية حالة الوصول الخاص          | private                            |
| صنف من النمط الاحادي             | singleton class                    |
| الكلمة المفتاحية لكائن كوتلن     | Kotlin object keyword              |
| يعلن برمجياً                      | declares                           |
| تنفيذ خيوط حاسوبي أمن            | thread safe implementation         |
| فريباسكال                        | Free Pascal                        |
| للمصنع المجرد                    | abstract factory                   |
| طريقة المصنع                     | factory method                     |
| أنماط النموذج الأولي             | prototype                          |
| الانماط الاحادية                 | Singletons                         |
| واجهة                            | Facade                             |
| كائنات الحالة                    | State objects                      |
| المتغيرات العامة                 | global variables                   |
| التخصيص والتهيئة                 | lazy allocation and initialization |
| مساحات الأسماء المتداخلة         | nested namespaces                  |
| موادر برمجية                     | resources                          |
| التنفيذ                          | Implementation                     |
| الوصول العام                     | global access                      |
| المثيل البرمجي                   | instance                           |
| بنائات                           | constructors                       |
| تهيئة بطيئة                      | Lazy initialization                |

## روابط خارجية
- المقال بالكامل " تقنيات نمط تصميم Singleton "
- أربع طرق مختلفة لتنفيذ المفرد في جاوا " طرق تنفيذ المفرد في جاوا "
- مقتطف من كتاب: تنفيذ نمط Singleton في C # بواسطة جون سكيت
- Singleton في Microsoft Developer & Practice Practice Center
- مقالة آي بي إم " قفل مزدوج ونمط Singleton " بقلم بيتر هاجار
- مقالة آي بي إم " استخدم أغانيك الفردية بحكمة " بقلم جيه بي رينزبيرجر
- مقال Javaworld " Simply Singleton " بقلم ديفيد جيري
- مقال على Google " لماذا تعد الجنايات الفردية مثيرة للجدل "
- كاشف Singleton من Google (يحلل رمز Java الثانوي لرصد المفردات)